# Папа, мама, служанка и я
«Папа, мама, служанка и я» (фр. Papa Maman La Bonne Et Moi…) — французский фильм режиссёра Жана-Поля ле Шануа, вышедший в 1954 году.
Два года спустя было снято продолжение фильма — «Папа, мама, моя жена и я». На основе этих кинокомедий позднее была создана театральная пьеса «Папа, мама, служанка и … вы».
Фильм шёл в советском прокате в дубляже киностудии им. М. Горького. Он стал первым фильмом с участием Луи де Фюнеса, вышедшим в кинопрокат СССР и первым дублированным в СССР фильмом с его участием.

## Сюжет
Долгие годы утро в доме на Монмартре всегда начиналось одинаково. Противно дребезжал будильник, гнусавило радио, служанка на кухне раскладывала пасьянс, папа вспоминал премудрости Демосфена, мама готовила завтрак.
Главный герой, сын Робер, рос, взрослел, стал выше своего папы ростом и даже устроился стажёром у известного адвоката. Правда, в один обыкновенный зимний день в жизни Робера произошли большие изменения. Молодой повеса неожиданно потерял работу и познакомился с очаровательной девушкой Катрин — приёмной матерью прелестного ребёнка. И многое стало меняться в квартире дружной семьи Ланглуа.
Интеллигентные мама и папа не сразу смогли согласиться с необычным выбором сына — взять в жены «женщину с ребёнком». И только истинная душевная чуткость, присущая героям, поможет им понять друг друга. И даже забавный сосед по дому господин Коломель (Луи де Фюнес) внесёт свою скромную лепту в создание новой семьи. Семьи, которая теперь будет счастлива в доме на холме ещё долгие годы, и утро будет начинаться одинаково — с взаимной нежности и трепетной любви…

## Роли исполняли и дублировали
| Актёр          | Роль                                        | Дублировали    |
| -------------- | ------------------------------------------- | -------------- |
| Робер Ламурё   | сын, будущий адвокат Робер Ланглуа          | Георгий Вицин  |
| Габи Морлей    | актриса-любитель, мама Габриель Ланглуа     | Елена Понсова  |
| Фернан Леду    | учитель, папа Фернан Ланглуа                | Пётр Берёзов   |
| Николь Курсель | служанка, будущая жена Робера Катрин Лизерэ | Янина Жеймо    |
| Луи де Фюнес   | сосед-мастер месье Каломель                 | Евгений Весник |
| Робер Роллис   | друг Робера Леон «алиби»                    | ?              |
| Эдуард Франком | сосед-холостяк                              | ?              |

## Съёмочная группа
- Режиссёр: Жан-Поль Ле Шануа
- Сценарий: Пьер Вери, Марсель Эме, Жан-Поль Ле Шануа
- Оператор: Марк Фоссар
- Монтажёр: Эмма Ле Шануа
- Композитор: Жорж Ван Парис
- Художник: Робер Клавель